# Enoplognatha oreophila
Enoplognatha oreophila là một loài nhện trong họ Theridiidae.
Loài này thuộc chi Enoplognatha. Enoplognatha oreophila được Eugène Simon miêu tả năm 1894.